# Pákozdy Miklós
Pákozdy Miklós (Szeged, 1930 – Hódmezővásárhely, 2013. január 30.) író, műfordító, református lelkész, tudós tanár.

## Életpályája
1949-ben iratkozott be a budapesti református teológiára, ott szerzett teológiai diplomát. Lelkészi, egyházmegyei lelkészi, teológiai előadói beosztásokban dolgozott, egy ideig a református egyház külügyi osztályának is munkatársa volt. Novellái, műfordításai évről évre a Szegedtől Szegedig antológiában jelennek meg. A Szegedi Szilánkok művészcsoport karakteres előadó egyénisége, a költészet, a műfordítás nyelvi-esztétikai kérdéseinek szakértője. Számos fiatallal szerettette meg a magyar és a világirodalom klasszikusait, egyik kedves tanítványa Diószegi Szabó Pál jogtörténész, ókortörténész és költő. Pákozdy Miklós többek közt Heinrich Heine, Guillaume Apollinaire, Michelangelo Buonarroti verseit fordítja, de régi európai népi balladák szövegeit is közel hozza. Elbeszélései, novellái az évente megjelenő Szegedtől Szegedig antológiában olvashatók.
Lelkészi hivatása főként Hódmezővásárhelyhez kötötte, haláláig ott élt, de folyamatosan ápolta a kapcsolatot szülővárosával, Szegeddel is.

## Művei (válogatás)
- Goethe kihallgatáson (2008)[2]
- Régi barátok (2009)[3]

## Társasági tagság
- Szegedi Szilánkok